# جريس حلو
الجُرَيس الحلو (باللاتينية: Campanula dulcis) نوع نباتي ينتمي إلى جنس الجريس من الفصيلة الجريسية.

## الموئل والانتشار
موطنه بلاد الشام وسيناء.